# بوکووینکا
بوکووینکا (به چکی: Bukovinka) یک منطقهٔ مسکونی در جمهوری چک است که در ناحیه بلانسکو واقع شده‌است. بوکووینکا ۸٫۴۸ کیلومتر مربع مساحت و ۳۹۱ نفر جمعیت دارد.